# WP-Magazin
WP-Magazin ist eine Zeitschrift, die seit 1995 von Thomas Arndt herausgegeben wird. Es war die erste Zeitschrift, die sich ausschließlich mit dem Thema Heimvogelhaltung, insbesondere Wellensittiche, beschäftigte.

## Geschichte und Entwicklung
Die Zeitschrift WP-Magazin wurde von Thomas Arndt und seinem Redaktionsteam u. a. Matthias Reinschmidt 1995 Jahren entwickelt. Das „W“ steht für Wellensittich und „P“ für Papageien. Der Untertitel war anfangs „Die Zeitschrift für Wellensittich- und Papageien-Halter“ und wurde 1996 in „Zeitschrift für Vogelhalter“ und 2015 in „Europas grösste Zeitschrift für Heimvogelhalter“ geändert.
Herausgegeben wird diese vom Arndt-Verlag. Die Themengebiete umfassen Haltung, Ernährung, Krankheiten und Freileben von Papageien, Sittichen sowie Reiseberichte. Ein Schwerpunkt liegt in der Berichterstattung über die tiergerechte Haltung von Wellensittiche und anderen Heimvögel. Die Zeitschrift erschien anfangs vierteljährlich, seit 1997 wird sie jeden zweiten Monat herausgegeben und ist u. a. auch an Kiosken erhältlich.
Zur Redaktion der Zeitschrift zählen Experten mit naturwissenschaftlichem oder veterinärmedizinischem Hintergrund aus dem In- und Ausland. Die Fachkompetenz wird durch einen zusätzlichen Expertenrat gewährleistet, der als fachlicher Beirat für die Redaktion fungiert, darunter u. a. Thomas Arndt und Matthias Reinschmidt.
Im Jahr 2016 fand der erste WP-Workshop in Kooperation mit dem Loro Parque und der Loro Parque Fundación speziell für Vogelhalter statt. 2019 feiert das WP-Magazin sein 25-jähriges Bestehen.